# Cocinar con el libro
Cocinar con el libro es una serie de televisión documental Uruguaya de 8 capítulos estrenada en el año 2019 en TNU y TV Ciudad. El  show está protagonizado por la chef Penélope Miranda, dirigido por Gustavo Hernández y producido por Emanuel K. Miranda.

## Sinopsis
Una cocina fresca y joven adaptada a la vida moderna es la llave para ingresar a los hogares a sembrar un cambio de hábitos en nuestra forma deliberada de alimentarnos. En cada programa se selecciona un libro y un chef distinto como referente de la cocina latinoamericana, que nos guiarán desde sus libros hacia una experiencia enriquecedora con recetas simples que realizaremos paso a paso en nuestra cocina, analizando la información relacionada con los ingredientes y al personaje elegido. 8 capítulos que reúnen las premisas básicas para cocinar y comer mejor mediante la enseñanza de técnicas, tips y secretos de la cocina y la nutrición entre otros consejos para vivir mejor. Un espacio para aprender, conocer y descubrir alimentos, formas de preparación, cultura y tradición.

## Ficha técnica
- Título original: Cocinar con el libro
- Realización: Gustavo Hernández
- Guion: Penélope Miranda
- Producción ejecutiva: Emanuel K. Miranda
- Casa de production: ØNIMO Films
- País de origen: Uruguay
- Idioma original: Español
- Género: Documental

## Producción
La serie fue ganadora del Fondo de Fomento de la Dirección de Cine y del Audiovisual de Uruguay. Contó con la participación de 8 prestigiosos cocineros de Latinoamérica: la reconocida chef colombiana Leo Espinosa, la representante de Slow Food en Uruguay Laura Rosano, el chef especializado en cocina amazónica Thiago Castanho, la escritora argentina Natalia Kiako, Aurelien Bondoux  chef de La Bourgogne en Punta del Este, Verá, indígena de origen guaraní, la culinarista brasileña Bela Gil, y Pilar Rodríguez, embajadora gastronómica de Chile. La serie fue declarada de interés cultural por el Ministerio de Educación y Cultura de Uruguay, y En 2018 participó del festival de Cannes MIPTV.

## Lista de episodios

### Temporada 1
| N.º | Título               | Chef             | Chef                                                                                             | Fecha de estreno   |
| --- | -------------------- | ---------------- | ------------------------------------------------------------------------------------------------ | ------------------ |
| 1 | Un día               | Leonor Espinosa  | Mejor chef latinoamericana 2017 por Latin America's 50 Best Restaurants.                         | 08 de mayo de 2019 |
| Planteo de un día de alimentación saludable como objetivo para llevar adelante un cambio de hábitos, tratando los días de uno a la vez. Se plantean las estrategias mejor direccionadas para cumplir con un plan de alimentación saludable durante el transcurso de un día.                                                                              |                      |                  |                                                                                                  |                    |
| |                      |                  |                                                                                                  |                    |
| 2 | Tu alacena           | Pilar Rodríguez  | Embajadora gastronómica de Chile.                                                                | 08 de mayo de 2019 |
| Desarrollo sobre como construir una alacena saludable compatible con nuestros hábitos y preferencias, que disponga de alimentos apetecibles, de buena calidad, sin gastar más. |                      |                  |                                                                                                  |                    |
| |                      |                  |                                                                                                  |                    |
| 3 | Agua, cuerpo y mente | Verá             | Indígena guaraní.                                                                                | 08 de mayo de 2019 |
| Desarrollo de premisas fundamentales para mantener el equilibrio emocional basado en el ejercicio del cuerpo y el cultivo de una mente en armonía. Se reflexiona sobre el uso de los espacios abiertos en la ciudad y la importancia del contacto con la naturaleza.                                                                                     |                      |                  |                                                                                                  |                    |
| |                      |                  |                                                                                                  |                    |
| 4 | La clave             | Aurelien Bondoux | Chef La Bourgogne especializado en cocina francesa. Ranking Latin America's 50 Best Restaurants. | 08 de mayo de 2019 |
| Un cambio de hábitos: consejos y recomendaciones para realizar un proceso de cambio de manera permanente, que ajuste nuestro comportamiento a nuestra forma de vida para adecuar y direccionar nuestros hábitos hacia una forma consiente de alimentarnos cuidando aspectos básicos para comer bien y vivir mejor.                                       |                      |                  |                                                                                                  |                    |
| |                      |                  |                                                                                                  |                    |
| 5 | Tu plato             | Thiago Castanho  | Chef especializado en cocina de origen amazónico. Ranking Latin America's 50 Best Restaurants    | 08 de mayo de 2019 |
| Desarrollo de premisas fundamentales para alcanzar y mantener un estado óptimo de salud mediante el equilibrio nutritivo de nuestros platos. Características organolépticas del plato. |                      |                  |                                                                                                  |                    |
| |                      |                  |                                                                                                  |                    |
| 6 | Sabores              | Laura Rosano     | Productora agroecológica, representante de Slow Food Internacional.                              | 08 de mayo de 2019 |
| Se plantea la importancia del consumo mesurado de sal y azúcar y comparte datos sobre los efectos perjudiciales en su uso excesivo. |                      |                  |                                                                                                  |                    |
| |                      |                  |                                                                                                  |                    |
| 7 | Tu mesa              | Bela Gil         | Culinarista y presentadora de TV.                                                                | 08 de mayo de 2019 |
| Raconto de premisas fundamentales para realizar nuestras ingestas con un adecuado equilibrio de ingredientes y en un ambiente distendido lejos de la tecnología, favoreciendo los vínculos interpersonales. Se hace hincapié en la importancia de revalorizar la mesa familiar y la cocina casera como acervo cultural.                                  |                      |                  |                                                                                                  |                    |
| |                      |                  |                                                                                                  |                    |
| 8 | Un Plan              | Natalia Kiako    | Autora y periodista gastronómica                                                                 | 08 de mayo de 2019 |
| Planteo de un plan de alimentación saludable dando consejos y recomendaciones para adoptar un plan que se adapte a los requerimientos nutricionales diarios según nuestro nivel de actividad y respetando las diferentes franjas etareas. Se plantean las estrategias mejor direccionadas para la implementación de un plan de alimentación equilibrado. |                      |                  |                                                                                                  |                    |
| |                      |                  |                                                                                                  |                    |